# I NEED U (방탄소년단의 노래)
《I NEED U》는 방탄소년단의 세 번째 미니 음반의 타이틀 곡이다. 2015년 4월 29일에 발표하였다.

## 차트
| 차트                                          | 최고순위 |
| --------------------------------------------- | -------- |
| 가온 주간 디지털 차트                         | 5        |
| 가온 월간 디지털 차트                         | 12       |
| 가온 주간 다운로드 차트                       | 5        |
| 가온 월간 다운로드 차트                       | 12       |
| 가온 주간 스트리밍 차트                       | 16       |
| 가온 월간 스트리밍 차트                       | 20       |
| 가온 주간 BGM 차트                            | 3        |
| 가온 월간 BGM 차트                            | 4        |
| 가온 주간 모바일 차트 (벨소리)                | 24       |
| 가온 주간 모바일 차트 (통화연결음)            | 16       |
| 가온 월간 모바일 차트 (벨소리)                | 29       |
| 가온 월간 모바일 차트 (통화연결음)            | 28       |
| 음악 프로그램                                 | 순위     |
| THE SHOW: All About K-POP 시즌 4 더 쇼 초이스 | 1        |
| 쇼 챔피언                                     | 1        |
| 엠카운트다운                                  | 1        |
| 뮤직뱅크 K-Chart                              | 1        |